# Heleia goodfellowi
Heleia goodfellowi é uma espécie de ave da família Zosteropidae.
É endémica das Filipinas.
Os seus habitats naturais são: regiões subtropicais ou tropicais húmidas de alta altitude.